# 北朝官制
北朝官制，南北朝时北朝的官制。这一时期北方少数民族政权中出现了许多新制度，如军事上的“府兵制”，官阶上的正从“品级制”，地方政权上的“三长制”等，都是新制度，都是北方少数民族进入中原地区以后的产物。这些制度对当时、对后世部有很大影响。

## 元魏
北魏的统治集团是鮮卑族拓跋部的上层，拓跋珪立国之初，沿其旧制合并依附诸族，分设南北二部，各置大人统摄。登国元年（386年）设置都统长以“领殿内之兵，直王宫”；设幢将六人来主管宿卫的郎、士；又设外朝大人若干人，职权广泛，“侍中已下，中散已上”都由其统管。又“主受记命、外使、出入禁中”。皇始元年（396年）始建曹省，备置百官，封拜五等。
天兴元年（399年）十二月，“于皇城四方四维，面置一人，以拟八座，谓之八国常侍”。拓跋嗣神瑞元年（414年）设置“八大人官”，“总理万机，故世号八公”。泰常二年（417年）设置天、地、家、西、南、北“六部大人官”，都以诸公担任。成为皇帝之下的最高统治集团。
北魏中枢有三省，以门下侍中权重，多以辅政。初设内侍长四人，主掌顾问、拾遗应对，就是后来的侍中、散骑常侍。北魏用晋制，设中书监、中书令、尚书令、尚书仆射及尚书三十六曹。置尚书大行台、别置官署，以镇军事要地。
北魏的品级制度。魏孝文帝元宏命大臣议定百官品级，太和二十三年（499年），定《职令》，详列九品之官，魏宣武帝元恪时颁行，定为永制。九品之中，有正品、从品之分；由第四品以下，各品又加设“上阶”，比如廷尉为正四品上阶；正品、从品及各品之上阶，共为三十级。品级确定以后，过去以“石”计禄秩之制已不沿用，官位与品级结合，如大司马、大将军为一品，尚书令为二品，中书监为从二品，中书令、侍中、列曹尚书为三品等。南朝还是禄秩和官品并用，直到隋朝建立，全国废除以“石”计禄秩之制。
天賜元年（404年）设四等爵：王、公、侯、子，废除伯、男二爵号。各爵都定品级：王为第一品，公为第二品，侯为第三品，子为第四品。散官五等，由五品至九品。
北魏地方官制为州、郡、县三级，和以前朝代不同的是，推行“三长制”。诸州设置三个刺史：宗室一人，异姓二人，都是第六品。郡设置三个太守，都是第七品。县设置三令长，都是第八品。三长制增强对地方的管理力量，以巩固新统治地区的秩序。北魏的郡太守，“上有刺史（州），下有令长（县），虽置而未临民”。形同虚设。
北魏军制采用征兵制，建殿内之兵，直王官以都统长统领。有大将军府以统兵。沿边之地设“镇都大将，統兵备御，与刺史同”。另编有羽林、虎贲等军。将军名号颇多，大体沿用魏晋名号，也有不少新规定的名号。北魏后期，权臣专政，特设一些官号，如尔朱荣为天柱大将军。

## 北齐
北齐官制，多循北魏。中枢有三师（太师、太傅、太保）、二大（大司马、大将军）、三公（太尉、司徒、司空）。
中枢五省：
- 尚书省，有尚书令、尚书仆射及六曹尚书（吏部尚书、殿中尚书、祠部尚书、五兵尚书、都官尚书、度支尚书），又有录尚书事，位在尚书令之上。六尚书分诸曹，共设十八曹，三十郎中。
- 门下省，有侍中、给事黄门侍郎等官。
- 中书省，有中书监、中书令、中书侍郎等官。
- 秘书省，有秘书监、秘书丞、郎中等官。
- 集书省，有散骑常侍、通直散骑常侍、谏议大夫等官。

御史台，有御史中丞、治书侍御史、侍御史、殿中侍御史等官；九卿为各寺，如大理寺、太仆寺、光禄寺、国子寺等。
北齐定品级（共九品，各有正从）、岁禄。如正一品，每岁禄八百匹，以二百匹为一秩。从一品，七百匹，以一百七十五匹为一秩。正九品，二十八匹，以七匹为一秩。从九品，十四匹，以六匹为一秩。“禄率以一分以帛，二分以累，一分以钱。事繁者优一秩，平者守本秩，闲者降一秩。”如上上州刺史，其岁秩为八百匹。北齐之秩，与汉魏官秩之二千石”、“水百石”之制不同。
北齐为州、郡、县三级，各分九等，如上上州、上中州、上下州、中上州、中中州、中下州、下上州、下中州、下下州，上上郡、上中郡、上下郡、中上郡、中中郡、中下郡、下上郡、下中郡、下下郡，上上县、上中县、上下县、中上县、中中县、中下县、下上县、下中县、下下县。
北齐设领軍府以“掌禁卫官掖”。设护军府以“掌四中关津”。将军之名号大体沿用汉魏及西晋之名号。

## 北周
北周统治者刻意仿古，中枢官制用《周礼》六官之制，设“三公”、“三孤”、“六卿”及上、中、下“大夫”，上、中、下“士”。又定“九命之典，以叙内外官爵。”将“命”与“品”结合，以第一品为九命，第九品为一命。如“三公”为“九命”，“下士”为“一命”。又采用五等封爵。禄以石为准，如公为万石，上大夫为四千石，下士为一百二十五石。班禄时根据年成好坏，而给以全额或减少若干。
北周行府兵制（宇文泰在西魏已经实行），征民为兵，农闲时训练，共设百府，每府设一郎将主管。这些府分属于二十四个军府，设十二大将军，各领二军府。其上则统于八柱国，每柱国（除了宇文泰和元欣）下设两个大将军。